# タイニー・ラスカル・ギャング
タイニー・ラスカル・ギャング (英文表記:Tiny Rascal Gang)は、アメリカ合衆国カリフォルニア州オレンジ郡、ロサンゼルスといった南カリフォルニアを拠点とし、カンボジア系アメリカ人を中心にラオス、ベトナムなどアジア系のメンバーからなるギャング組織である。TRGと略称されることもある。起源は、ポル・ポト政権下のカンボジアで、大量虐殺から逃れるためにアメリカに移住した難民たちの一部により1980年代に結成されたと言われている。アジア系のストリートギャングの中ではアジアン・ボーイズと並び全米最大規模である。メンバーのタトゥーの多くに、アラビア数字 " 7126 " が見られるが、「7」は「T」、「12」は「R」、「6」は「G」を模している。
古くからカーソンなどのロサンゼルスに移住していたスペイン系フィリピン人を例外として、カンボジア人、ラオス人のような東南アジア人は新米移民として他人種から標的にされる事がしばしばあった。特に異人種に対して敵対的なメキシコ系アメリカ人のギャングからは縄張りを荒らすよそ者として攻撃の対象となっていた。そのため、自分達の身を守る必要を感じたカンボジア人を中心に1980年代前半に結成された組織が発展したものがタイニー・ラスカル・ギャングになったと言われている。
1980年代後半から1990年代にかけて、ロングビーチにて同じカンボジア人を中心に構成されるアジアン・ボーイズやカンボジアン・クリップスと共にバリオ・ロンゴス・13を相手に人種戦争と呼ばれた抗争を行った。しかしアジアン・ボーイズとは決して友好関係にある訳ではなく、むしろ対立関係にある。
カリフォルニア州外にも進出しており、ワシントン州、オレゴン州、ヴァージニア州、マサチューセッツ州、ニューヨーク州などにも支部を開設している。